# Winter World University Games 2025/Teilnehmer (Armenien)
| Gelbes Symbol für Goldmedaillen mit stilisierten Olympischen Ringen | Graues Symbol für Silbermedaillen mit stilisierten Olympischen Ringen | Braundes Symbol für Bronzemedaillen mit stilisierten Olympischen Ringen |
| ------------------------------------------------------------------- | --------------------------------------------------------------------- | ----------------------------------------------------------------------- |
| —                                                                   | —                                                                     | 1                                                                       |

Armenien nahm mit 9 Athleten (8 Männer und 1 Frau) an den Winter World University Games 2025 in Turin teil.

## Medaillen

### Medaillenspiegel
| Rang   | Sportart         | Gold | Silber | Bronze | Gesamt |
| ------ | ---------------- | ---- | ------ | ------ | ------ |
| 1      | Para Skilanglauf | —    | 0      | 1      | 1      |
| Gesamt | Gesamt           | 0    | 0      | 1      | 1      |

### Medaillengewinner
| Name/n          | Sportart         | Wettkampf                |
| --------------- | ---------------- | ------------------------ |
| Bronze          |                  |                          |
| Garik Melkonjan | Para Skilanglauf | 10 km Freistil (Stehend) |

## Teilnehmer nach Sportarten

### Eiskunstlauf
| Athleten                                     | Wettbewerbe | Kurzprogramm/ Rhythmustanz | Kurzprogramm/ Rhythmustanz | Kür           | Kür           | Gesamt | Gesamt |
| Athleten                                     | Wettbewerbe | Punkte                     | Rang                       | Punkte        | Rang          | Punkte | Rang   |
| -------------------------------------------- | ----------- | -------------------------- | -------------------------- | ------------- | ------------- | ------ | ------ |
| Männer                                       |             |                            |                            |               |               |        |        |
| Fjodor Tschitipachowian                      | Einzel      | 55,42                      | 26                         | ausgeschieden | ausgeschieden | 55,42  | 26     |
| Mixed                                        |             |                            |                            |               |               |        |        |
| Kristina Dobrosserdowa Alessandro Pellegrini | Eistanz     | 51,28                      | 11                         | 78,25         | 9             | 129,56 | 10     |

### Para Skilanglauf
| Athleten        | Wettbewerbe                     | Zeit        | Rang   |
| --------------- | ------------------------------- | ----------- | ------ |
| Männer          |                                 |             |        |
| Garik Melkonjan | 10 km Freistil (Stehend)        | 26:28,6 min | Bronze |
| Garik Melkonjan | 1 km Sprint klassisch (Stehend) | 4:22,4 min  | 5      |

### Ski Alpin
| Athleten             | Wettbewerbe  | 1. Lauf     | 1. Lauf | 2. Lauf       | 2. Lauf       | Gesamt      | Gesamt |
| Athleten             | Wettbewerbe  | Zeit        | Rang    | Zeit          | Rang          | Zeit        | Rang   |
| -------------------- | ------------ | ----------- | ------- | ------------- | ------------- | ----------- | ------ |
| Männer               |              |             |         |               |               |             |        |
| Harutjun Harutjunjan | Riesenslalom | 1:08,03 min | 69      | 1:09,16 min   | 62            | 2:17,19 min | 63     |
| Harutjun Harutjunjan | Slalom       | 49,15 s     | 53      | 46,70 s       | 41            | 1:35,85 min | 41     |
| Schirajr Arakeljan   | Riesenslalom | 1:23,27 min | 91      | 1:32,48 min   | 79            | 2:55,75     | 79     |
| Schirajr Arakeljan   | Slalom       | DNF         | DNF     | ausgeschieden | ausgeschieden | DNF         | DNF    |

### Skilanglauf
| Athleten          | Wettbewerbe                 | Zeit        | Rang |
| ----------------- | --------------------------- | ----------- | ---- |
| Männer            |                             |             |      |
| Spartak Woskanjan | 10 km Freistil              | 25:27,8 min | 21   |
| Spartak Woskanjan | 20 km Massenstart klassisch | 59:43,8 min | 23   |

| Athleten          | Wettbewerbe      | Qualifikation | Qualifikation | Viertelfinale | Viertelfinale | Halbfinale | Halbfinale | Finale | Finale | Rang |
| Athleten          | Wettbewerbe      | Zeit          | Rang          | Zeit          | Rang          | Zeit       | Rang       | Zeit   | Rang   | Rang |
| ----------------- | ---------------- | ------------- | ------------- | ------------- | ------------- | ---------- | ---------- | ------ | ------ | ---- |
| Männer            |                  |               |               |               |               |            |            |        |        |      |
| Spartak Woskanjan | Sprint klassisch | DNS           | DNS           | DNS           | DNS           | DNS        | DNS        | DNS    | DNS    | DNS  |

### Snowboard
| Athleten           | Wettbewerbe           | Qualifikation | Qualifikation | Achtelfinale  | Achtelfinale  | Viertelfinale | Viertelfinale | Halbfinale    | Halbfinale    | Finale/Platz 3 | Finale/Platz 3 | Rang |
| Athleten           | Wettbewerbe           | Zeit          | Rang          | Gegner        | Zeit          | Gegner        | Zeit          | Gegner        | Zeit          | Gegner         | Zeit           | Rang |
| ------------------ | --------------------- | ------------- | ------------- | ------------- | ------------- | ------------- | ------------- | ------------- | ------------- | -------------- | -------------- | ---- |
| Männer             |                       |               |               |               |               |               |               |               |               |                |                |      |
| Dawit Howhannisjan | Parallel-Riesenslalom | 1:33,28 min   | 36            | ausgeschieden | ausgeschieden | ausgeschieden | ausgeschieden | ausgeschieden | ausgeschieden | ausgeschieden  | ausgeschieden  | 36   |
| Dawit Howhannisjan | Parallel-Slalom       | 2:04,41 min   | 35            | ausgeschieden | ausgeschieden | ausgeschieden | ausgeschieden | ausgeschieden | ausgeschieden | ausgeschieden  | ausgeschieden  | 35   |
| Norik Tadewosjan   | Parallel-Riesenslalom | 1:26,59 min   | 32            | ausgeschieden | ausgeschieden | ausgeschieden | ausgeschieden | ausgeschieden | ausgeschieden | ausgeschieden  | ausgeschieden  | 32   |
| Norik Tadewosjan   | Parallel-Slalom       | 1:39,24 min   | 30            | ausgeschieden | ausgeschieden | ausgeschieden | ausgeschieden | ausgeschieden | ausgeschieden | ausgeschieden  | ausgeschieden  | 30   |